# Volkswagen Jetta
Volkswagen Jetta är en bilmodell från Volkswagen lanserad 1979 som årsmodell 1980. Bilen baseras tekniskt på samma generationer av VW Golf. Bakpartiet är förlängt och bakluckan är konventionell. Man kan krasst sett kalla VW Jetta för "en Golf sedan". Första generationens Jetta fanns med 2- eller 4 dörrarskarosseri, likaså den andra generationen.
Senare versioner tillhandahåller även en kombiversion, den bygger på Jetta/Vento/Boras underrede men kallas dock oftast för Golf Variant. Några topputföranden på den tyska marknaden, marknadsförs dock som Bora Variant.
När Jetta typ III presenterades var namnet i Europa ändrat till Vento och senare, som typ IV till Bora. Vid presenterandet av senaste modellen, Typ V, fick den åter namnet Jetta.
I USA och Kanada har modellen alltid kallats Jetta och varit en av de mest sålda importbilarna.
Kombimodellen borde egentligen heta Jetta/Vento/Bora Variant men kallas av marknadsföringsskäl för Golf Variant på de flesta marknader.
Ersättaren till Volkswagen Jetta kan åter komma att få namnet Volkswagen Vento och lär släppas runt 2010.
| Modell            | Antal dörrar | Typnummer | Årsmodeller |
| ----------------- | ------------ | --------- | ----------- |
| Jetta I           | 2            | 161       | 1980–1984   |
| Jetta I           | 4            | 163       | 1980–1984   |
| Jetta II          | 2            | 165       | 1984–1987   |
| Jetta II          | 4            | 167       | 1984–1987   |
| Jetta II          | 2/4          | 1G2       | 1988–1992   |
| Jetta III (Vento) | 4            | 1H2       | 1992–1998   |
| Jetta IV (Bora)   | 4            | 1J2       | 1999–2005   |
| Jetta V (Jetta)   | 4            | 1K2       | 2006–2010   |
| Jetta VI (Vento)  | 4            | 1K3       | 2011–?      |

OBS! Det går inte att blanda USA/Kanada-Jetta med Jetta från Tyskland, det är olika typnummer.